# 黑星芋螺

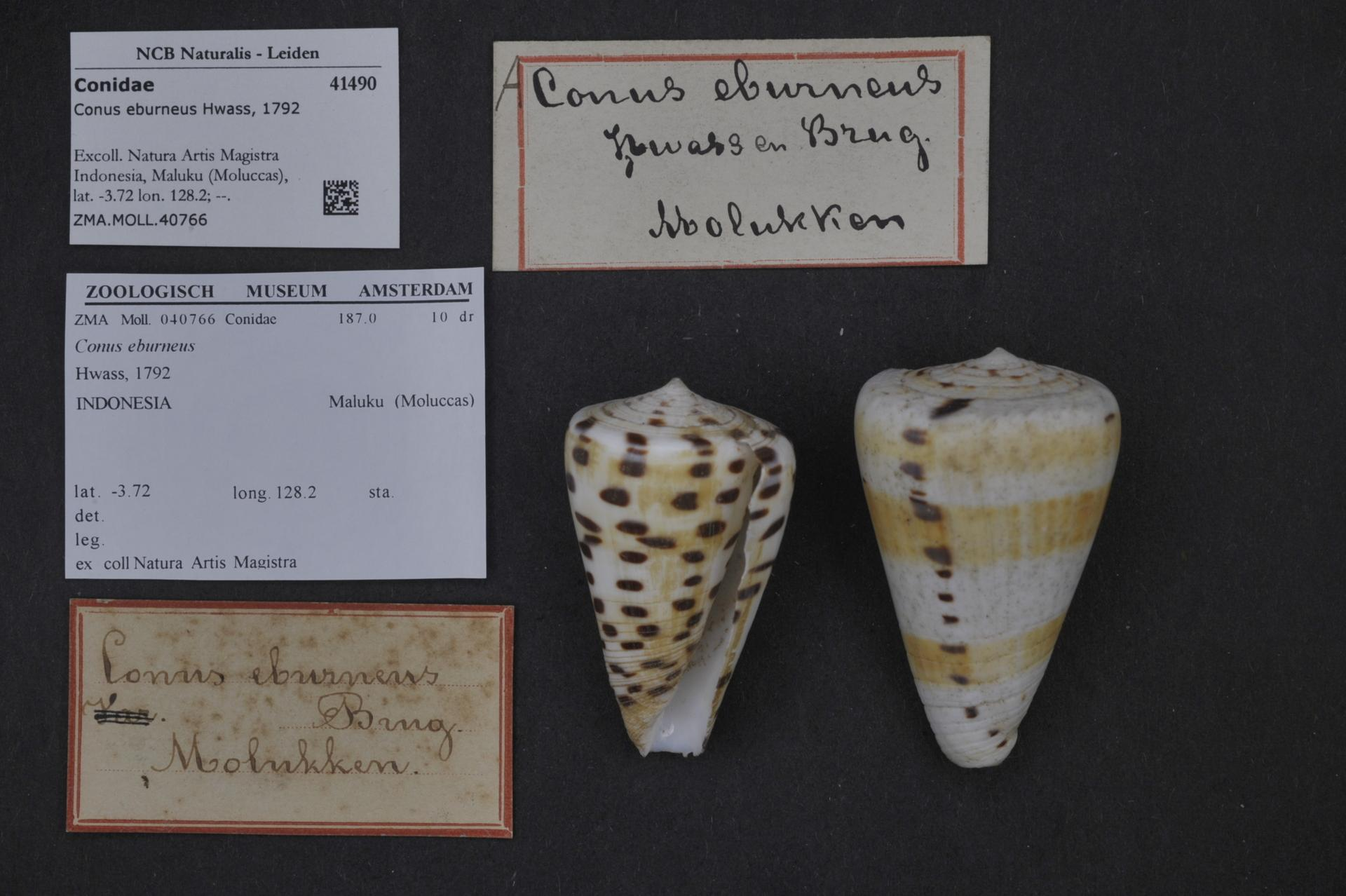
Conus eburneus Hwass, 1792. 標本館

黑星芋螺（学名：Conus eburneus），是新腹足目芋螺科芋螺属的一种。主要分布于马来西亚、印度尼西亚、台湾，常栖息在浅海。